# Lissonycteris angolensis
Lissonycteris angolensis (tidigare Rousettus angolensis) är en däggdjursart som först beskrevs av Bocage 1898.  Lissonycteris angolensis är ensam i släktet Lissonycteris som ingår i familjen flyghundar.
Inga underarter finns listade i Catalogue of Life. Wilson & Reeder (2005) skiljer mellan fem underarter.

## Utbredning och habitat
Denna flyghund förekommer i Afrika från södra Senegal till Etiopien och söderut till centrala Angola och centrala Moçambique. Arten vistas i låglandet och i bergstrakter upp till 4000 meter över havet. Habitatet varierar mellan olika slags skogar samt buskskogar, savanner med trädansamlingar och öppna landskap med glest fördelade träd.

## Utseende
Lissonycteris angolensis har en kroppslängd (huvud och bål) av cirka 12 cm och en vingspann av cirka 40 cm. Med undantag av styva hår vid djurets nacke är pälsen lång och mjuk. Den är oftast mörkbrun på ryggen och ljusare på buken. De styva håren är ofta gula eller orange. I motsats till nära besläktade flyghundar har arten inga vita teckningar i ansiktet eller på öronen. Underarmarnas längd som bestämmer djurets vingspann är 7 till 9 cm. Vuxna hannar har på strupen och på bröstet tjockare päls som täcker körtlar. Dessa hår är lite styva på grund av körtelvätskan.

## Ekologi
Individerna vilar i grottor eller gömda i den täta växtligheten. Arten äter frukter. Den flyger med hjälp av synen. Vid sovplatsen bildas ofta flockar med cirka 20 medlemmar.

## Hot
Regionala populationer påverkas negativ av landskapsförändringar. Några exemplar jagas för köttets skull. Hela populationen antas vara stor. IUCN listar arten som livskraftig (LC).